# نصرت‌اله هاتفی
نصرت‌اله هاتفی (زاده ۱۳۳۰) نماینده معمم حوزه انتخابیه قروه از استان کردستان در اولین دوره مجلس شورای اسلامی بود. وی دارای تحصیلات سطح و دیپلم است. هاتفی با تعداد آراء: ۳۱٬۷۱۶ برابر درصد آراء: ۵۶٫۶۰ انتخاب شد.